# 韃靼布納雷
韃靼布納雷（烏克蘭語：Татарбунари，羅馬化：Tatarbunary，發音：[tɐtɐrbʊˈnɑrɪ] ⓘ）是乌克兰西南部敖德薩州比爾霍羅德-德涅斯特羅夫斯基區鞑靼布纳雷市镇内的城市及该市镇的行政中心，2020年7月18日前为韃靼布納雷區的行政中心。該市距離州府敖德薩104公里，面積8.07平方公里，海拔高度14米，2022年人口数量为10,836人。

## 图集

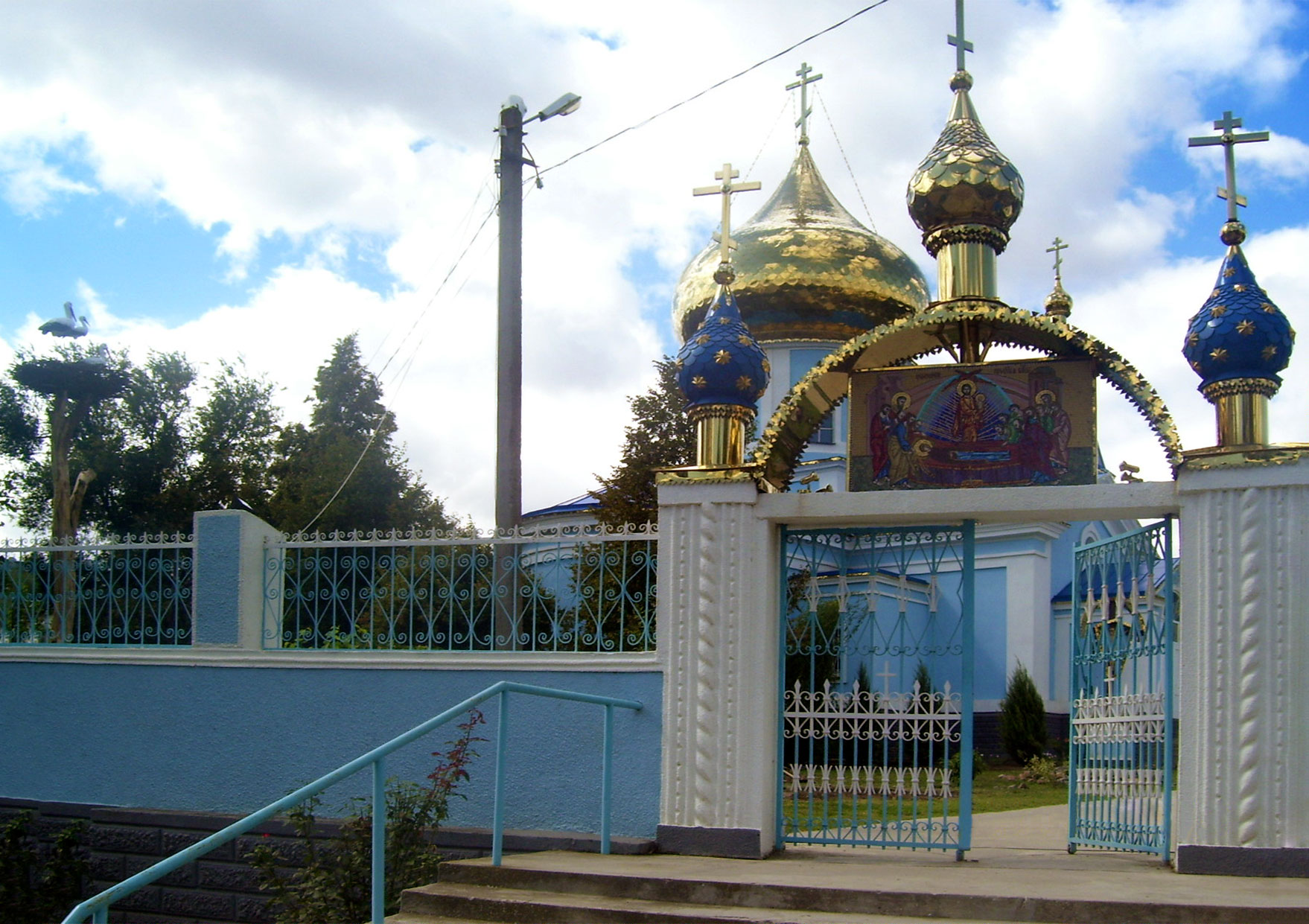
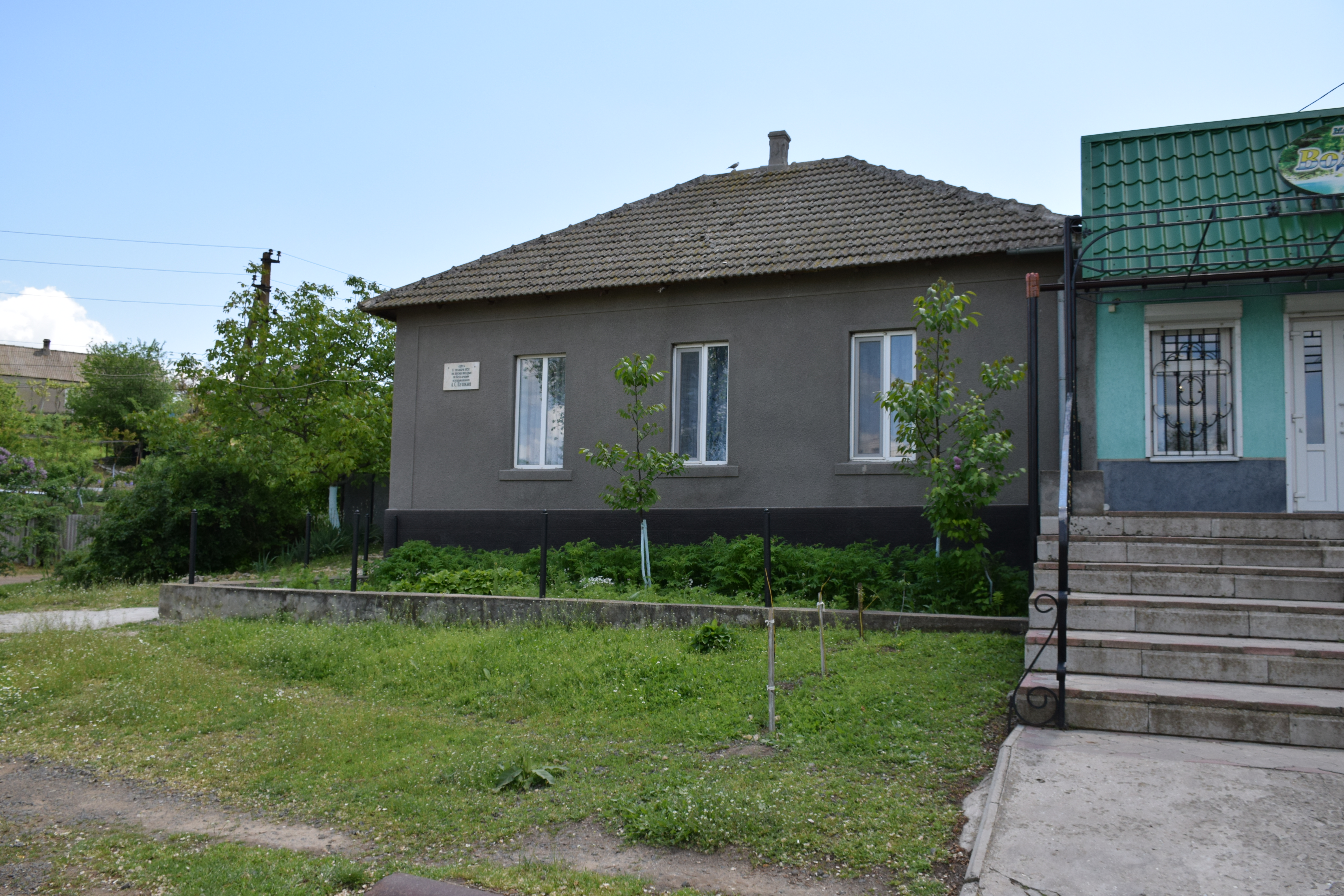

## 來源
1. ↑  周定国 (编). . . 中国对外翻译出版公司. NLC 003756704.[]
2. ↑   (PDF).   [2023-03-15]. （原始内容存档 (PDF)于2022-08-10）.